# Гудрич (Северна Дакота)
Гудрич (енгл. Goodrich) град је у америчкој савезној држави Северна Дакота.

## Демографија
По попису из 2010. године број становника је 98, што је 65 (-39,9%) становника мање него 2000. године.
| Група             | 2000.       | 2010.      |
| Белци             | 162 (99,4%) | 96 (98,0%) |
| Афроамериканци    | 1 (0,6%)    | 0 (0,0%)   |
| Азијати           | 0 (0,0%)    | 0 (0,0%)   |
| Хиспаноамериканци | 0 (0,0%)    | 0 (0,0%)   |
| Укупно            | 163         | 98         |